# Dostaveníčko (opera)
Dostaveníčko (v německém originále Das Ständchen) je opera (singspiel) o jednom dějství českého skladatele Vojtěcha Jírovce na libreto Georga von Hofmanna, napsané podle libreta francouzského dramatika Jeana-Baptista Radeta La Soirée orageuse. Premiéru Dostaveníčka uvedlo 7. února 1823 vídeňské Divadlo u Korutanské brány (Theater am Kärntnertor).

## Vznik, charakteristika a historie
Skladatel Vojtěch Jírovec byl v letech 1804–1831 kapelníkem vídeňské dvorní opery působící v Divadle u Korutanské brány a mezi jeho povinnosti v této funkci patřila pravidelná tvorba oper a baletů pro toto divadlo. Některé z nich byly celovečerní, řada však byla jen drobných; mezi ně patří i aktovka Dostaveníčko.
Libreto pro ni upravil Georg von Hofmann (1769–1845), tajemník dvorního divadla, který se stal rovněž úředním operním libretistou poté, co byl jeho předchůdce Georg Friedrich Treitschke roku 1822 povýšen do funkce divadelního ekonoma. Pro Jírovce již dříve napsal libreto k opeře Helena (1816). Ke komickému singspielu Dostaveníčko použil starou látku, totiž libreto vaudevillisty Jeana-Baptista Radeta (1752–1830) pro skladatele Nicolase Dalayraca Bouřlivý večer. Dalayracova opera pocházela z roku 1790 a ve Vídni již byla uvedena ve dvou verzích, jednak pod názvem Die stürmische Nacht ve vídeňském předměstském Divadle v Leopoldstadtu, provozovaném skladatelem Wenzelem Müllerem v letech 1795 a 1805 a jednak jako Der stürmische Abend v textové úpravě Matthäuse Stegmayera a hudební úpravě rytíře Ignaze von Seyfrieda roku 1809 v Divadle na Vídeňce; obě verze neměly velký ohlas, zejména v porovnání s jinými Dalayracovými díly.
Mezi Jírovcovými operami je Dostaveníčko jednou z nejméně úspěšných. Po premiéře 7. února 1823 následovala v Divadel u Korutanské brány jediná repríza, hned 8. února, a pak byla opera z repertoáru natrvalo stažena. Tak málo repríz zde neměla žádná z Jírovcových oper.
Z recenzí je zjevné, že jak látku Dostaveníčka, tak i Jírovcovu hudbu již obecenstvo vnímalo jako zastaralé. Časopis Wiener Zeitschrift für Kunst, Literatur, Theater und Mode litoval: „Škoda, že si pan Jírovec nezvolil lepší text než tento. Neznáme sice onu francouzskou předlohu, ale protože už byla uznána za hodnou několika německých zpracování, musí mít zřejmě nějaké přednosti. Z tohoto německého přepracování je identifikovat nelze. […] I když tento námět neposkytuje mnoho příležitostí k rozvinutí zpěvu, napsal skladatel přesto několik dosti efektních kusů. Mezi ně patří árie, kterou zpívá Therese (paní Schützová) s potleskem; dále kánon, který je zpíván k dostaveníčku; poté duet, který zpívají Belau (pan Rosner) s Theresou, a finále, které začíná kvintetem zpívaným paní Schützovou, pány Rosnerem, Zeltnerem, Hasenhutem a paní Kneiselovou.“ Vídeňský časopis Allgemeine Theaterzeitung und Unterhaltungsblatt decentně poukazoval na problém, na který narážela tato Jírovcova jednoaktovka u publika: „Libreto je z francouzštiny a obsahuje pouze řadu známých scén. […] Hudba má pěkné věci, jenže dnes, když jsme si v hudbě přivykli bombardování pikantními nápady a nejvyššímu půvabu živé pohyblivosti, nemohla tato skladba oslovit tak, jak zasluhovala.“ Lipský odborný časopis Allgemeine musikalische Zeitung psal upřímně, že „obecenstvo dávalo zřetelně najevo svou nespokojenost“ a že Hofmannovo a Jírovcovo Dostaveníčko je „skutečně churavé, neduživé dítko“.
Přes vídeňský neúspěch bylo Dostaveníčko nastudováno v berlínském předměstském divadle Königsstädter Theater, kde se dávalo na počátku sezóny 1824/25. Allgemeine musikalische Zeitung se tentokrát spokojil s vyjmenováním účinkujících; Allgemeine Theaterzeitung und Unterhaltungsblatt si ve svém referátu posteskl: „Opera nevzbuzující vlastní zájem o děj je vždy troufalým podnikem, byť by na ni Mistr vyplýtval tak libé melodie jako v tomto případě. Slečna [Josefine] Weitnerová získala živé a zasloužené uznání za hru a přednes Theresy. Pan List zpíval velmi pěkně nesnadnou tenorovou partii. Celek se těšil jen umírněnému potlesku.“
Jinde Dostaveníčko uvedeno nebylo a hudba ani libreto ani nevyšly tiskem.

## Osoby a první obsazení
| osoba                          | hlasový obor | premiéra (7. února 1823)               |
| ------------------------------ | ------------ | -------------------------------------- |
| Pan von Minuta                 | bas          | Leopold Zeltner                        |
| Therese, jeho sestra           | soprán       | Amalie Schütz(-Oldosi) (roz. Holdhaus) |
| Lisette, její komorná          | soprán       | Thekla Kneisel (roz. Demmer)           |
| Pan von Amberg, Minutův přítel | bas          | Anton Hasenhut                         |
| Pan von Belau                  | tenor        | Franz Rosner (vl. jm. Rosnik)          |
| Christoph, Ambergův sluha      | …            | …                                      |
| Notář                          | mluvená role | …                                      |
| Městský strážmistr             | mluvená role | …                                      |
| Městská stráž                  |              |                                        |
| Dirigent: Vojtěch Jírovec      |              |                                        |

## Děj opery

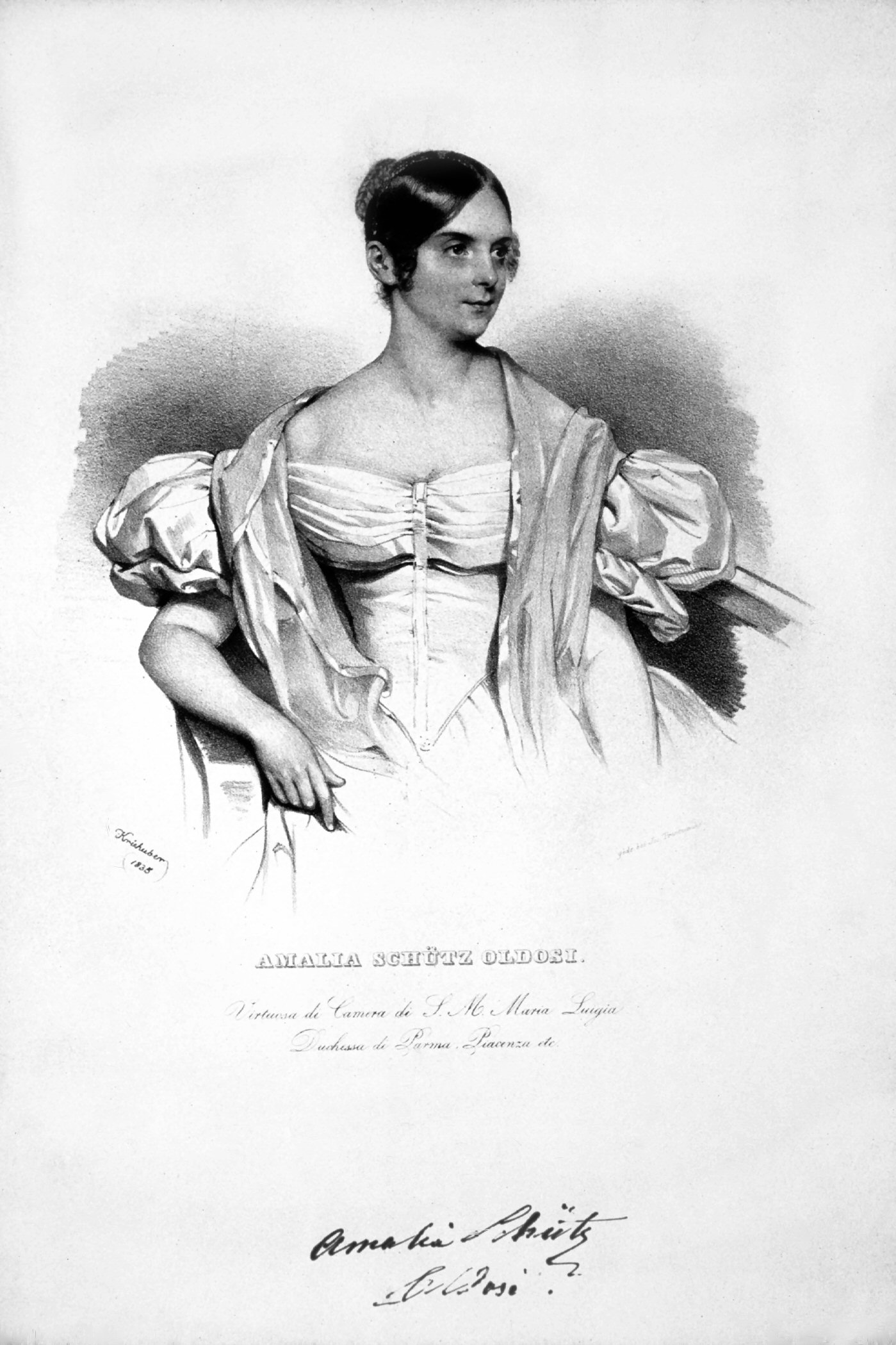
Amalie Schützová, první představitelka Therese v Dostaveníčku. Litografie Josefa Kriehubera z roku 1835

Pan von Amberg čte dopis svého přítele, pan von Minuty. Minutova sestra Therese se zamilovala do mladého pana von Belau, ale Amberg ho v dopise Minutovi pohanil a naopak naznačil, že má pro Theresu ideální partii (mínil sebe, ale to Minutovi zatím zatajil pro případ, že by měl námitky kvůli Ambergovu věku). Pan von Minuta, známý svou uspěchaností i rozhodností, nařídil, ať se ve stanovenou hodinu u Amberga sejdou Therese, on, vyhlédnutý ženich a notář a ihned se uzavře svatební smlouva. Amberg se těší; ostatně poslal Therese falešné důkazy toho, že je jí Belau nevěrný, a věří, že dívka si ze vzteku vezme jeho (č. 1 Ambergova árie Sieht die Jungfrau sich verlassen).
Jeho sluha Christoph přináší otop a zametá. Pán mu nakázal zajistit muzikanty, kteří by Therese zazpívali Ambergovým jménem dostaveníčko, aby jí polichotil a naklonil si ji. Christoph úkol splnil, ale je zjevné, že nemá Amberga v lásce… Přihází Therese se svou komornou Lisettou a ptá se po důvodu toho, proč byla pozvána, ale rozrušený Amberg nechce prozradit více než to, že jedná na pokyn jejího bratra, kterého je Therese zcela poslušna (č. 2 tercet Amberga, Therese a Lisette Ja ich muß se frei gestehen). Amberg před otázkami utíká a nechává zmatené dívky samotné – ale před odchodem hodlá ještě na ulici v zakuklení do modrého kabátu vyslechnout dostaveníčko, které pro Therese objednal.
Therese se zmítá mezi očekáváním dobrého a zlého; hlavně  se bojí, aby nebyla odtržena od svého milého (č. 3. árie Therese Soll ich fürchten, soll ich hoffen?). A jako na zavolanou se objeví Belau, který je sem vysledoval a zpívá Therese vlastní verzi milostné písně (č. 4 árie Belaua Das Bild das wachend mich belebet). Společně pak naslouchají dostaveníčku pod oknem – kuriózně o tom, jak jsou láska a manželství věční nepřátelé. Pak pozorují, jak jakýsi statný rozdurděný muž vyvolává rvačku – je to Minuta. Všechny vyplácí a nevíce muže v modrém kabátě – svého nepoznaného přítele Amberga. Ženy a Belau se baví, ale pak si uvědomí, že Minuta míří sem. Lisette a Therese ukryjí Belaua na balkoně přes jeho protesty, že jednak má odvahu postavit se Minutovi jako muž muži a jednak venku prší. Ženy ho zahalí do Theresina pláště a vystrčí ven. č. 5 dostaveníčko Wenn laue Abendlüfte wehen… Welch Lärmen! … Dieser Mantel soll Sie schützen').

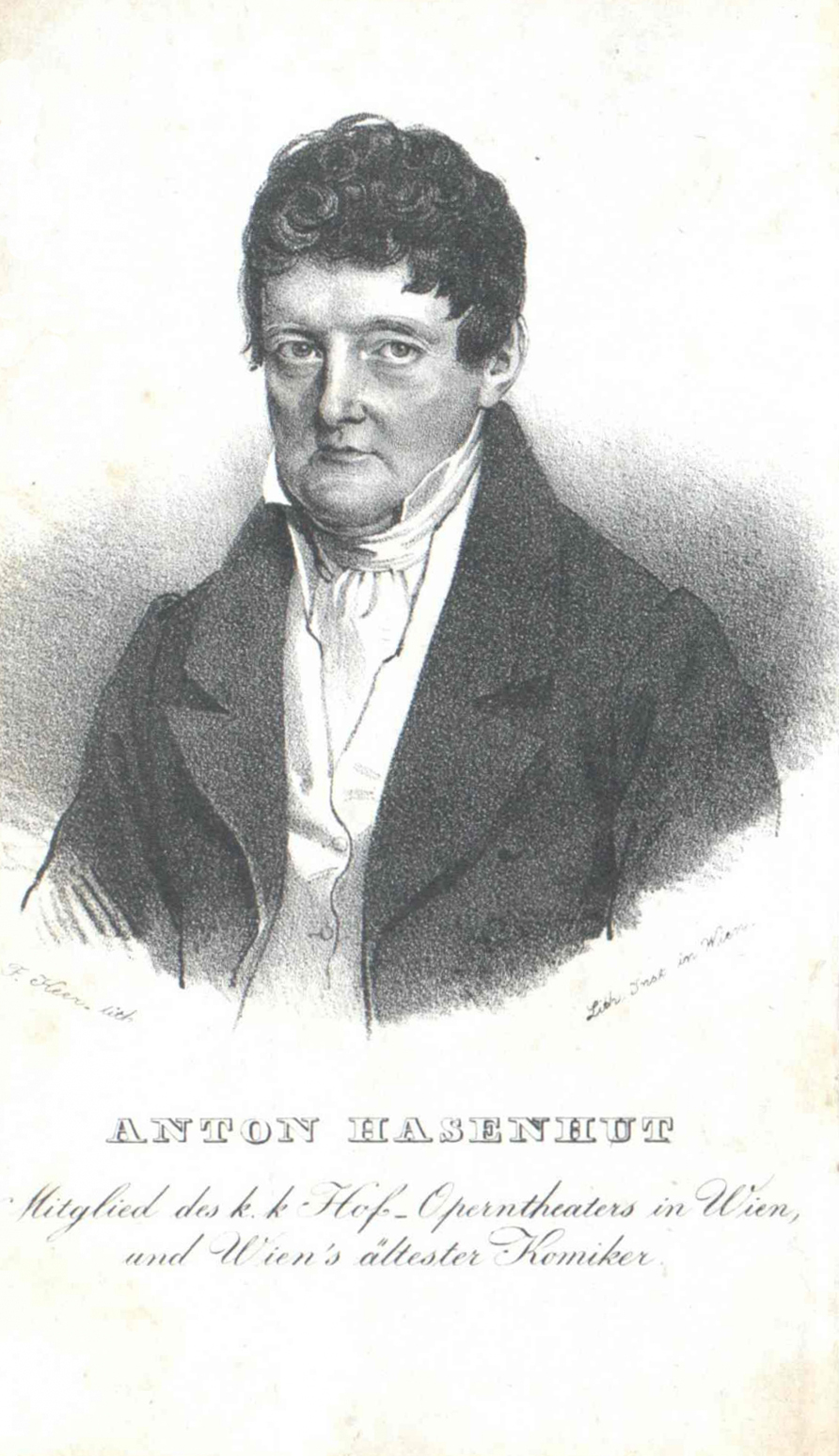
V Dostaveníčku hrál i oblíbený vídeňský komik Anton Hasenhut

Vzápětí vstupuje pan von Minuta. Libuje si, jak se vypořádal s uličníky, kteří jeho sestře pořvávali pod oknem. Pak se od něj Therese konečně dozví, že se má konat její svatba; bratr čeká jen na ženicha a notáře – a protože je netrpělivý, jde pro nejbližšího notáře sám. Ženy osvobodí promoklého Belaua a starají se o něj; pod hrozbou Theresina sňatku si Belau a Therese stvrzují svou lásku (č. 6 duet Therese a Belaua In Wahrheit kann ich schwören). Tu se vracejí Amberg a Christoph a milenec se tentokrát ukryje do komína krbu. Jenže i Amberg zmokl a přeje si zatopit. Dívky se ho snaží od tohoto úmyslu všemožně odvrátit, ale to, co ho zastaví, je příchod oddílu městské stráže. jak strážmistr hlásí, v městské kanceláři byla podána stížnost na surovce, který je zbil muzikanty a zničil jejich nástroje a který prý vstoupil do tohoto domu. Stráž prohledává dům a Amberg se durdí, ale Lisette dostane nápad: jakoby neúmyslně prozradí, že oním násilníkem byl sám Amberg. Stráž Amberga přes jeho protesty odvádí na radnici.
Belau je osvobozen, a sotva si oddechne, že unikl vodě, větru i ohni, vpochodují Minuta s notářem. Minuta vidí Belaua a ihned se domnívá, že to je vyhlédnutý ženich. Zdá se mu trochu mladý, ale jestliže se za něho Amberg zaručil, nepotřebuje vědět více. Nepřítomnost přítele Amberga je sice nemilá, ale Minuta nemá času nazbyt, a tak se rychle sepisuje svatební smlouva a Minuta ponouká překvapené Belaua a Theresu, aby k ní připojili své podpisy. Všichni se radují a pan von Minuta si mne ruce (č. 7 kvintet Lesen Sie doch, Allerbester!) Pak se vrací propuštěný Amberg a Minuta mu hned radostně oznamuje, že obřad byl v pořádku vykonán, a děkuje mu za jeho organizaci. Amberg skřípe zuby, ale nezbývá mu než situaci přijmout, nasadit úsměv a připojit se k přípitku na štěstí novomanželů (č. 8 závěrečný zpěv Die Gläser laßt uns leeren).